# Severnaja Zemlja
Severnaja Zemlja (ryska: Северная Земля; svenska: Nordlandet) är en ögrupp i Norra ishavet tillhörande Krasnojarsk kraj i Ryssland. Öarna skiljs från Tajmyrhalvön i Sibirien av det 60 km breda Vilkitskijsundet. Severnaja Zemlja består av de fyra huvudöarna Oktoberrevolutionens ö, Bolsjevikön, Komsomoletsön och Pionjärön samt omkring 70 mindre öar som tillsammans har en yta på 36 700 km². Öarnas kustlinjer är steniga och branta med klippor som ibland kan nå höjder på 300 meter. Severnaja Zemljas högsta punkt på 963 meter över havet är Karpinskijglaciären på Oktoberrevolutionens ö. Tillsammans med övriga glaciärer täcker denna hälften av ögruppens yta. Förutom glaciärer kännetecknas landskapet av fjordar och djupa havsvikar.
Severnaja Zemlja var den sista ögruppen av ansenlig storlek att upptäckas; den påträffades först år 1913 av Boris Vilkitskij, som döpte territoriet till Kejsar Nikolaus II:s land. Det nuvarande namnet antogs 1926, efter bolsjevikernas maktövertagande, i syfte att undanröja kopplingen med den sista tsaren. Mellan 1930 och 1932 utforskades och kartlades Severnaja Zemlja grundligt i en expedition ledd av Georgij Usjakov. Han och de tre andra deltagarna utförde olika studier på öarna, bland annat magnetiska och astronomiska observationer samt analyser av dess flora och fauna.
Under kalla kriget undersöktes Severnaja Zemlja av en grupp geologer från ett forskningsinstitut i Leningrad, som tillsammans sammanställde en geologisk karta över öarna. Sovjetunionen upprätthöll flera forskningsstationer på Severnaja Zemlja fram till landets upplösning, då de lades ner av ekonomiska skäl. 2013 återinvigdes Primastationen på norra Bolsjevikön, som numera bemannas av omkring 20 personer inom loppet av ett år.
Ryssland största glaciärformation, Vetenskapsakademiglaciären, finns på Komsomoletsön i Severnaja Zemlja. Ögruppen är för det mesta sammankopplad med det ryska fastlandet av havsis, och nordostpassagen kan därför endast genomseglas två till tre månader om året.

## Historia

### Upptäckt
Även om Severnaja Zemlja inte påträffades förrän 1913 hade nganasanerna och andra folkgrupper på Tajmyrhalvön redan bedömt att det fanns en landmassa i det generella området. De observerade till exempel flyttfåglar och björnar som begav sig norrut och sedan återvände. Mathias Hedenström och Jakov Sannikov anade också att en landmassa befann sig vid denna position när de utforskade Nysibiriska öarna 1810.
1882 reste Andreas Peter Hovgaard ut i Norra ishavet med sikte norr om Kap Tjeljuskin; expeditionen var byggd på hypotesen att Frans Josefs land sträckte sig så pass långt österut. Hovgaard misslyckades med att ens nå Tajmyrhalvön eftersom isförhållandena i Karahavet var ytterst ogynnsamma detta år.
Severnaja Zemlja upptäcktes med säkerhet den 3 september 1913 av Boris Vilkitskij och var därmed den sista ögruppen av ansenlig storlek att hittas. Vilkitskij och hans besättning utforskade 80 km av kustlinjen, där de skådade branta klippor som emellanåt bröts upp av djupa vikar och sund. Så småningom blev de förhindrade av den kraftiga isbildningen och kunde inte avgöra om åsynen var en ögrupp eller ett sammanhängande landområde. På eftermiddagen den 4 september landsteg Vilkitskij på vad som idag är Oktoberrevolutionens ö i syfte att utfärda astronomiska och magnetiska observationer. Besättningen fastställde deras geografiska läge och upprättade en påle där den ryska flaggan hissades. Ursprungligen kallades upptäckten för Tajvajlandet (ryska: Земля Тайвай), efter den första stavelsen på deras två isbrytare Tajmyr och Vajgatj, men på order av ryska flottan byttes namnet till Kejsar Nikolaus II:s land sex månader senare.
Anledningen till att Severnaja Zemlja inte upptäcktes tidigare är omdiskuterad. Man har kännedom om fyra utforskare som tagit sig till Kap Tjeljuskin före år 1913: Semjon Tjeljuskin 1742, Adolf Erik Nordenskiöld 1878, Fridtjof Nansen 1893 och Eduard Toll 1901. Under goda förutsättningar är Bolsjeviköns södra spets synlig från Kap Tjeljuskin, men flera av dessa expeditioner, i synnerhet Nansens, drabbades av ogynnsamma förhållanden som begränsade sikten. Den utbredda isen tvingade dessutom expeditionerna som rundade Tajmyrhalvön att segla precis intill kusten, och deltagarna lade främst sitt fokus på Kap Tjeljuskin, Eurasiens nordligaste landplats.
1947 hittades ett skelett på Bolsjevikön, tillsammans med resterna av en liten båt och en lägereld. Dessa tros vara kvarlevorna från Vladimir Rusanov, en utforskare som försvann i Karahavet 1912. Det har därför framförts som en möjlighet att Rusanov var Severnaja Zemljas egentliga upptäckare.

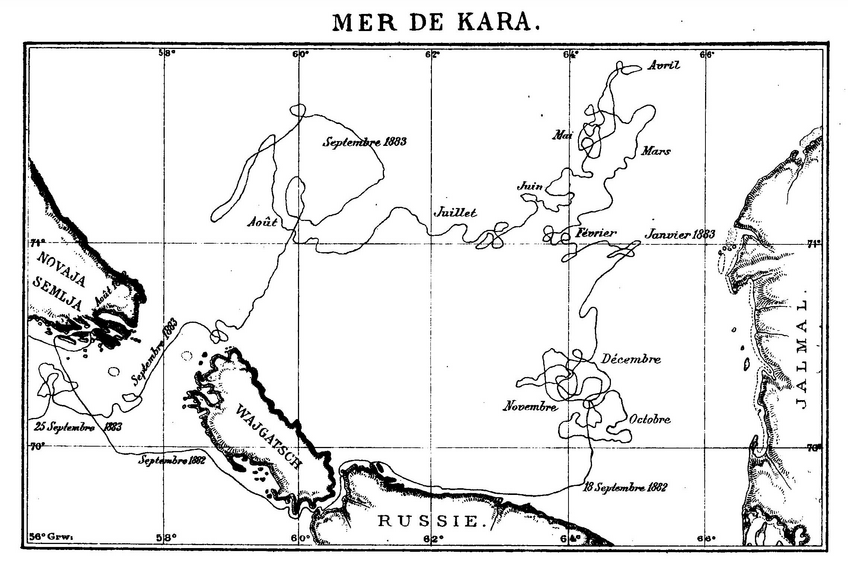
Sjökort över Andreas Peter Hovgaards färd 1882. Om expeditionen lyckats skulle den troligen resulterat i Severnaja Zemljas upptäckt.
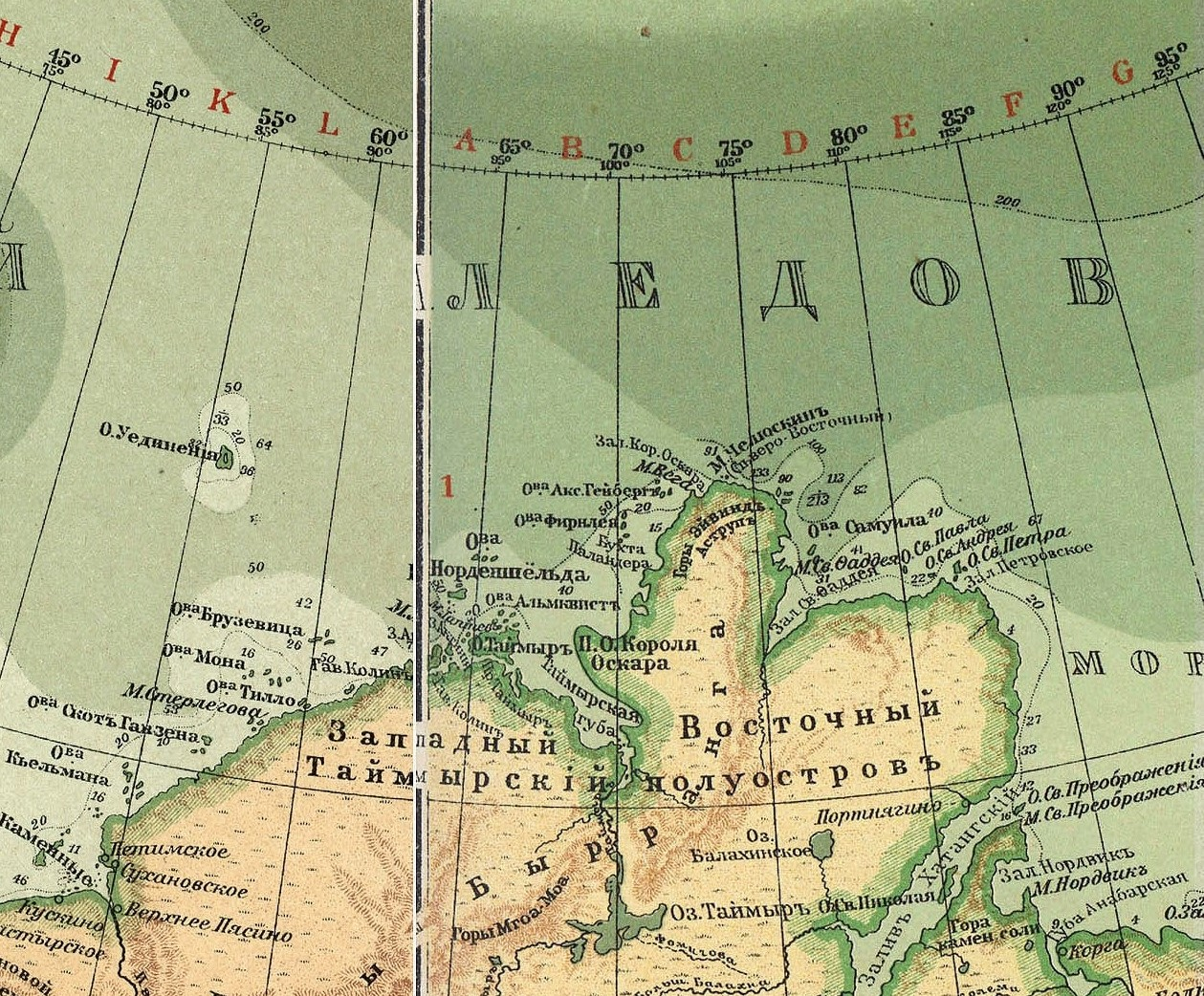
Karta från 1902 som avbildar öppet hav där Severnaja Zemlja egentligen befinner sig.
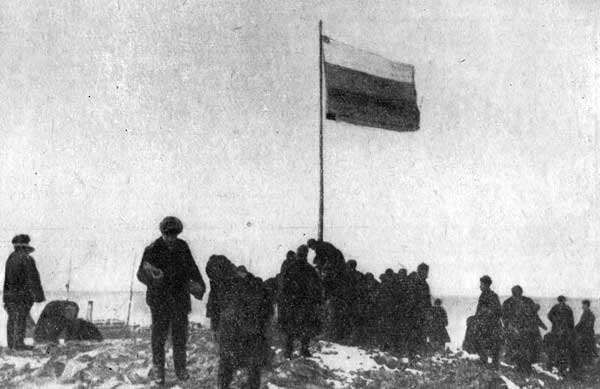
Boris Vilkitskij och hans besättning hissar den ryska flaggan på Oktoberrevolutionens ö 1913.

### Kartläggning
År 1926 beslutade Sovjetiska auktoriteter att Kejsar Nikolaus II:s land skulle anta sitt nuvarande namn, Severnaja Zemlja. Detta gjordes främst för att stryka referensen till tsar Nikolaj II av Ryssland, som hade tvingats abdikera i februarirevolutionen nio år tidigare. Vid det här laget var  territoriet närmast outforskat och ansågs bestå av en enda ö. I maj 1928 genomförde Umberto Nobile två försök att flyga över Arktis med luftskeppet Italia; det första försöket inleddes den 11 maj, men besättningen tvingades återvända efter endast åtta timmar på grund av dåliga väderförhållanden. Den 15 maj hade omständigheterna förbättrats och Nobile reste ut på nytt. Den här gången lyckades de flyga till Severnaja Zemlja och införskaffade sig betydande vetenskapliga underrättelser om territoriet.
Mellan 1930 och 1932 kartlades Severnaja Zemlja i en expedition ledd av Georgij Usjakov. Förutom han själv bestod expeditionen också av geologen Nikolaj Urvantsev, jägaren Sergej Zjuravlev och radiooperatören Vasilij Chodov. Gruppen upprättade ett mindre hus på Domasjnijön, strax väster om Oktoberrevolutionens ö, där de livnärde sig på att jaga traktens djur och uppehöll kontakt med fastlandet via radio. Flertalet forskningsresor utfördes längs kustlinjerna och till de större öarnas inre. Även den erfarna polarforskaren Usjakov fångades av platsens ödslighet och skrev följande med hänvisning till Severnaja Zemlja:
| ” | Jag har sett den gudsförgätna Tjuktjerhalvön, den snöstormsdrabbade Wrangels ö, två gånger besökt diminsvepta Novaja Zemlja, jag har betraktat Frans Josefs land med sin emaljhimmel och ståtliga klippor klädda i blå, härdade glaciärströmmar, men ingenstans har jag bevittnat sådan grymhet eller sådan deprimerande, livlös lättnad som på vår lilla ö. | „ |

Vid expeditionens slut hade två tredjedelar av territoriet kartlagts. Usjakov och de övriga deltagarna tog reda på att Severnaja Zemlja var en ögrupp som bestod av fyra huvudöar och man namngav geografiska särdrag efter kommunistiska organisationer, evenemang och personligheter. Severnaja Zemljas allmänna utformning blev också känd; man undersökte dess glaciärer, topografi, geologiska struktur och naturförhållanden. Förutom kartläggning ägnade sig gruppen även åt analyser av öarnas flora och fauna.

### Senare aktivitet
Den 26 juli 1931 flög det tyska luftskeppet Graf Zeppelin norrut från Leningrad och ut över Norra ishavet. Med en besättning på omkring 40 personer färdades luftskeppet först till Frans Josefs land och sedan österut. Den 28 juli anlände de till det i stort sett outforskade Severnaja Zemlja, där de gjorde observationen att territoriet bestod av minst två öar som delades av ett sund. Ursprungligen skulle Graf Zeppelin landa vid Usjakovs då verksamma bas på Domasjnijön och väl där var Urvantsev tänkt att släppas på luftskeppet, men på grund av problem med radiokommunikationen under flygningen dit genomfördes aldrig detta. Besättningen på Graf Zeppelin genomförde en omfattande kartläggning av Karahavets landmassor, där de bekräftade eller korrigerade redan nedtecknade kustlinjer och tog bort ett antal fantomöar.
Vetenskaplig forskning på Severnaja Zemlja utfördes mellan 1948 och 1954 av en grupp vetenskapsmän från ett forskningsinstitut i Leningrad. Förutom att studera ögruppens bergarter utarbetade de också en omfattande geologisk karta över området. Under 1950-talet blev Severnaja Zemlja, tillsammans med andra avlägsna arktiska territorier, fullständigt kartlagda med hjälp av flygfotografering. 1954 förflyttades stationen på Domasjnijön till den närliggande Golomjannijön. Under kalla kriget fanns där en militär närvaro, men efter Sovjetunionens upplösning avlägsnade sig soldaterna från området och kort därefter, 1994, stängdes stationen för gott. Vavilovstationen på Oktoberrevolutionens ö etablerades 1974 och var verksam fram till 1988. 1986 upprättade Ryska polarforskningsinstitutet en station vid Kap Baranova på Bolsjevikön, som hamnade under ny ägo 1991 och fick namnet Primastationen. Den lades ner 1996, men återetablerades 2013. I april 2023 byggde Ryssland även ett flygfält vid Kap Baranova.
Toponymerna på Severnaja Zemlja är idag unika eftersom många av dem hänvisar till uttalat kommunistiska begrepp. Från rysk-ortodoxa kyrkans håll har det anförts att ögruppen bör återfå sitt ursprungliga namn med referens till tsar Nikolaj II och att de individuella öarna ska uppkallas efter dennes familjemedlemmar. Ett sådant initiativ avslogs av parlamentet i Krasnojarsk kraj 2007.

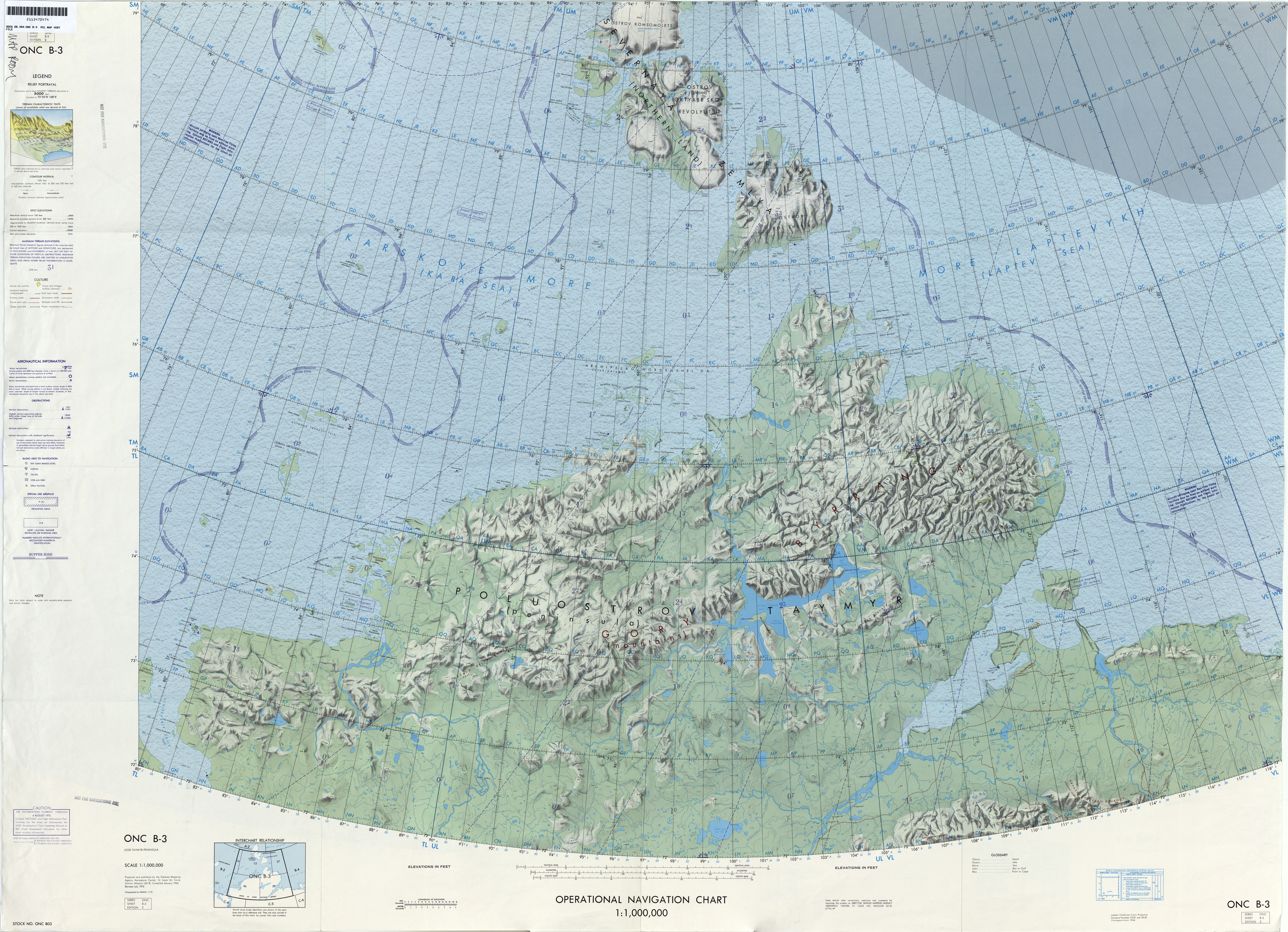
Karta över Severnaja Zemlja och Tajmyrhalvön från 1975.
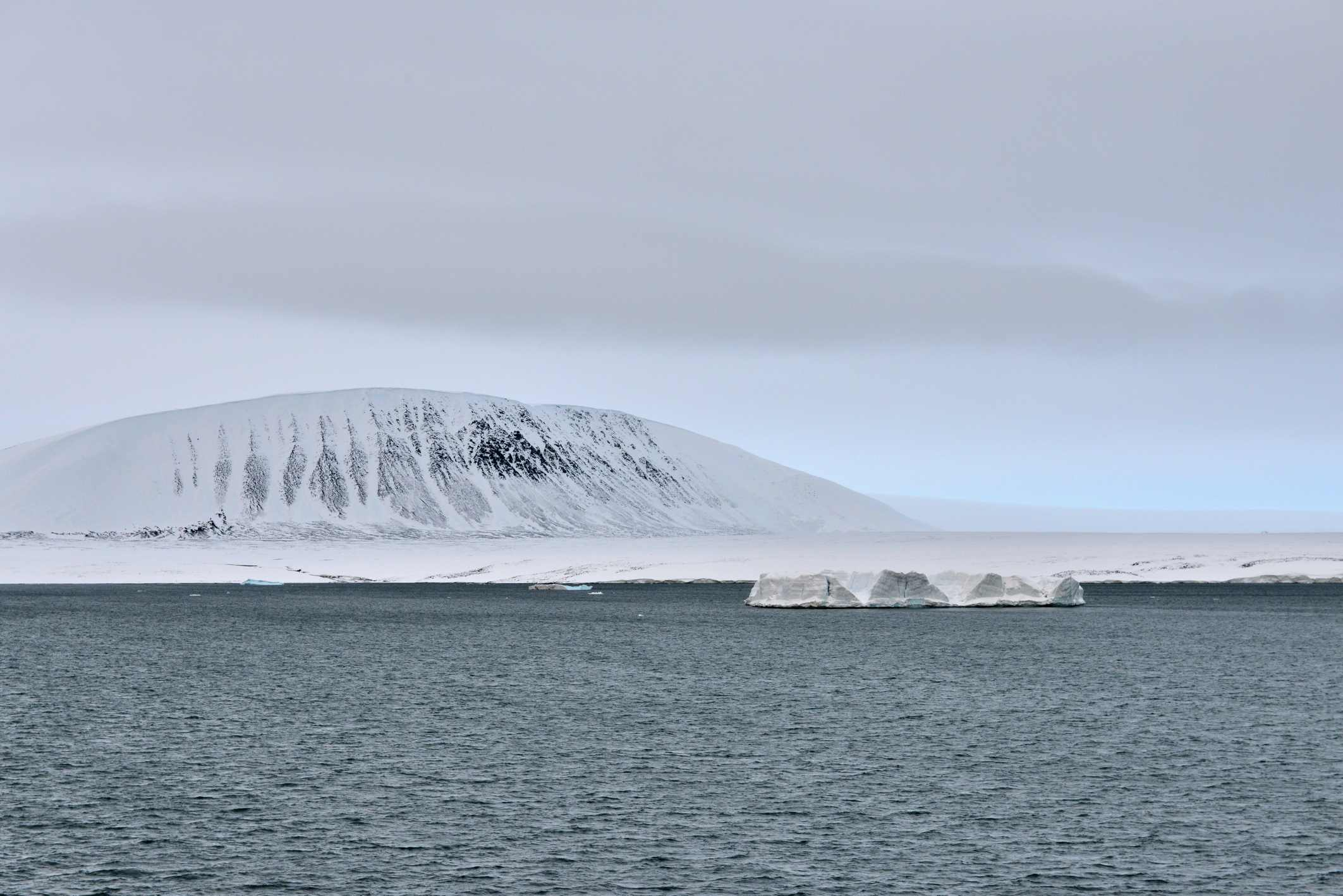
Krenkelbukten vid Komsomoletsön.
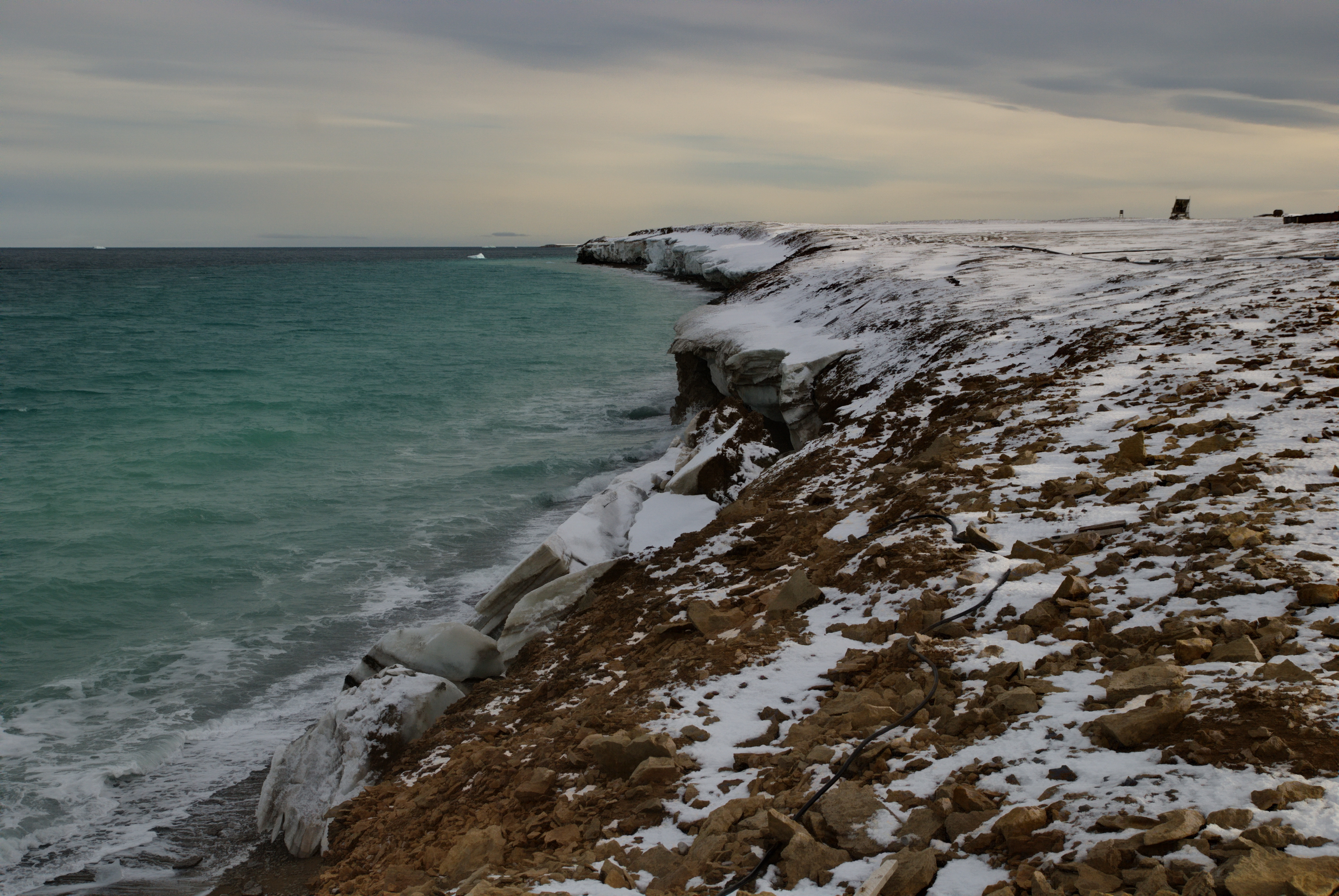
Kustlinje på Golomjannijön år 2010.

## Geografi

### Geografi

Karta över Severnaja Zemlja.

Severnaja Zemlja befinner sig i Norra ishavet, där den skiljs från Tajmyrhalvön i söder av det 60 km breda Vilkitskijsundet. Ögruppen består av de fyra huvudöarna Oktoberrevolutionens ö, Bolsjevikön, Komsomoletsön och Pionjärön. Utöver dessa tillkommer också omkring 70 mindre öar, som tillsammans med huvudöarna utgör en total yta på 36 712 km². Oktoberrevolutionens ö skiljs från Komsomoletsön i norr av Röda arméns sund och från den aningen mindre Bolsjevikön i söder av Sjokalskijsundet. Båda sunden förbinder Karahavet i väst med Laptevhavet i öst. Sydväst om Pionjärön ligger Sedovöarna, där en forskningsstation var verksam mellan 1953 till 1994, och nordväst om Komsomoletsön ligger den glaciärtäckta Schmidtön.  
49,8% av Severnaja Zemljas yta täcks av glaciärer: De tre nordligaste huvudöarna och Schmidtön är till större delen istäckta, medan det glaciäriserade området på Bolsjevikön endast täcker 30% av dess yta. Den största glaciärformationen i Ryssland, Vetenskapsakademiglaciären, finns på Komsomoletsön, även om ögruppens högsta punkt på 963 meter är Karpinskijglaciären på Oktoberrevolutionens ö. Glaciärerna på Severnaja Zemlja är till stor del kupolformade; ytan är övervägande slät och endast vid foten ökar terrängens branthet. Vid kusten kan isen bilda klippor som blir uppemot 300 meter höga.
Severnaja Zemljas största insjöar, Izmentjivojesjön och Fiordovojesjön, befinner sig båda i mitten av Oktoberrevolutionens ö. De bildades av smältvatten från Vavilov- respektive Karpinskijglaciären. Fiordovojesjön har sitt utlopp via floden Ozjornaja, som flödar i sydlig riktning tills den mynnar ut i Karahavet.

### Huvudöar

#### Oktoberrevolutionens ö

Oktoberrevolutionens ö.

Oktoberrevolutionens ö (ryska: остров Октябрьской Революции) är med sina 14 170 km² Severnaja Zemljas största ö. Den är därmed också den 59:e största ön i världen. Oktoberrevolutionens ö omges av Komsomoletsön och Pionjärön i norr, på andra sidan Röda arméns sund, samt av Bolsjevikön i söder där de skiljs åt av Sjokalskijsundet.
Omkring hälften av öns yta täcks av glaciärer medan de isfria områdena utgörs av polaröken och tundra. Karpinskijglaciären på Oktoberrevolutionens ö är med sina 963 meter över havet Severnaja Zemljas högsta punkt. Bland andra framträdande glaciärer kan Rusanovglaciären, Albanovglaciären, Universitetsglaciären och Vavilovglaciären nämnas. Vid den sistnämnda platsen underhöll Sovjetunionen en meteorologisk station mellan 1974 och 1988.
Floderna Podemnaja och Bolsjaja har sin källa vid öns mittenpartier och rinner nordväst mellan glaciärerna Vavilov och Albanov. Floderna Bedovaja och Obryvistaja flödar istället rakt norrut och mynnar ut mellan glaciärerna Albanov och Rusanov. Severnaja Zemljas största sjö, Fiordovojesjön, befinner sig på Oktoberrevolutionens ö. Sjön har en yta på 39,5 km², även om den kraftigt tilltar under sommartid i samband med ett ökat flöde från den närliggande Karpinskijglaciären. Fiordovojesjön har sitt utlopp via floden Ozjornaja, som mynnar ut på öns sydkust.

#### Bolsjevikön

Bolsjevikön.

Bolsjevikön (ryska: остров Большеви́к) är den sydligast belägna och näst största av huvudöarna i Severnaja Zemlja. I norr skiljs den från Oktoberrevolutionens ö av Sjokalskijsundet och i söder från Kap Tjeljuskin på Tajmyrhalvön av det omkring 60 km breda Vilkitskijsundet. Bolsjevikön har en area på 11 312 km² och har ett bergigt landskap. Terrängen når som högst 935 meter över havet.
Jämfört med övriga öar i Severnaja Zemlja förhåller sig glacialiseringen på Bolsjevikön relativt mild; endast 30% av ön är istäckt, vilket kan jämföras med 52% på Oktoberrevolutionens ö. De största glaciärerna på Bolsjevikön är Leningradglaciären, Kropotkinglaciären och Semjonov-Tian-Sjanskijglaciären. På kustslätterna finns det sparsam vegetation bestående av mossa och lavar. Själva kustlinjen präglas av fjordar och djupa havsvikar.
I norra delen av Bolsjevikön underhålls Primastationen, som hyser omkring 20 personer under ett års tid. Sedan 2023 finns där även ett flygfält.

#### Komsomoletsön

Komsomoletsön.

Komsomoletsön (ryska: остров Комсомолец) är den nordligaste ön i Severnaja Zemlja och med en area på 9 006 km² den tredje största till ytan. I söder skiljs den från Oktoberrevolutionens ö av Röda arméns sund och från Pionjärön av Junyjsundet. Ön är uppkallad efter Komsomol, ungdomsförbundet för Sovjetunionens kommunistiska parti.
Udden Kap Arktitjeskij på Komsomoletsön är Asiens nordligaste landområde, då Kap Fligely på Rudolfön i Frans Josefs land vanligen anses tillhöra Europa. Många äventyrare har haft Kap Arktitjeskij som startpunkt på sina polarexpeditioner, exempelvis Ola Skinnarmo och Rune Gjeldnes år 2000, samt Dominick Arduin som dog på kuppen 2004.
Den högsta punkten på 780 meter befinner sig på Vetenskapsakademiglaciärens topp. Denna glaciärformation är den största i Ryssland och täcker tillsammans med övriga ismassor 65% av Komsomoletsöns yta. Den praktiskt taget glaciärtäckta Schmidtön befinner sig i en huvudsaklig nordvästlig riktning från Komsomoletsön, även om Kap Arktitjeskij fortfarande sträcker sig aningen längre norrut.

#### Pionjärön

Pionjärön.

Pionjärön (ryska: остров Пионер) är den västligaste av Severnaja Zemljas huvudöar och med en yta på 1 550 km² den minsta till ytan. Ön är uppkallad efter Sovjetunionens unga pionjärer, som liksom Komsomol var en kommunistisk ungdomsorganisation.
Ön hyser den 199 km² stora Pionjärglaciären, där öns högsta punkt på 382 meter befinner sig. I nordost skiljs Pionjärön från Komsomoletsön av Junyjsundet, medan den i sydost skiljs från Oktoberrevolutionens ö av Röda arméns sund. En halv kilometer från Pionjäröns sydvästliga udde finns den 100 km² stora Krupskojön.
Det finns inga sjöar av ansenlig storlek på Pionjärön; arean på den största överstiger inte 2–3 km². Öns längsta flod är den 30 km långa Pionerka.

### Klimat
Öarna i Severnaja Zemlja befinner sig i en övergångszon mellan tundraklimat (ET) och glacialklimat (EF). Tillståndet är vanligen kallt och torrt, med en årlig medeltemperatur på −16,5 °C och en årlig nederbörd på 170 mm. Vinterhalvåret kännetecknas av stora temperaturvariationer som tyder på cyklonisk aktivitet med ursprung i Nordatlanten. Temperaturens höjdpunkter sammanfaller med en tilltagande nederbörd och jämlöpande ökning i vindhastighet och molnmängd. 30% av den årliga nederbörden faller i september och oktober, när cyklonerna är som vanligast förekommande. Temperaturerna på Severnaja Zemlja är lägst i februari med ett månatligt värde på −29,2 °C, även om det stundvis kan bli så kallt som −40 °C. 

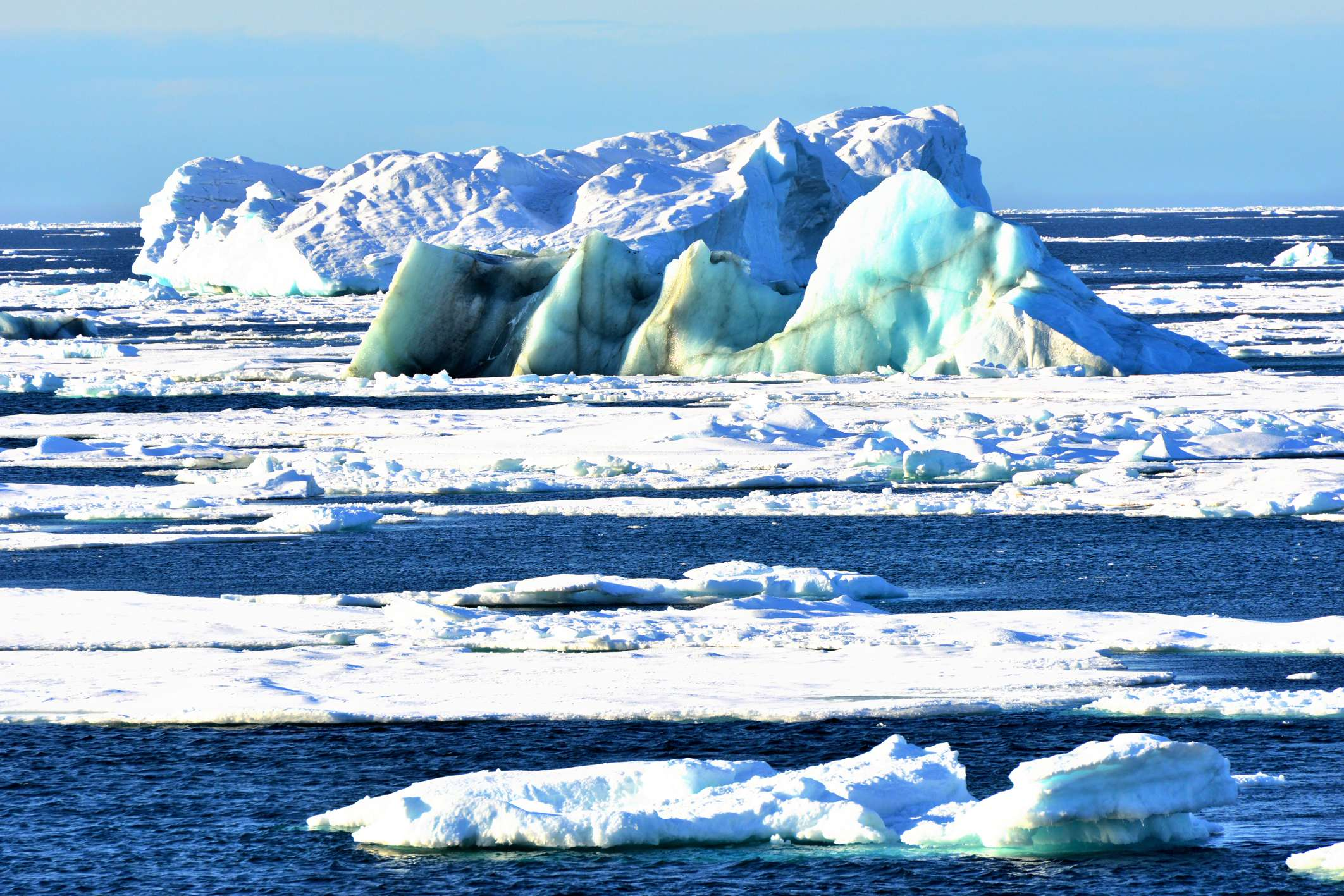
Isberg utanför Bolsjevikön 2014.

Från juni till augusti håller sig temperaturerna vanligen nära fryspunkten, även om kyligare perioder också inträffar. Snöfall under sommartid är inte ovanligt. På Severnaja Zemlja är det oftast mulet med en årlig genomsnittlig molnmängd på 82% och en hög förekomst av dimma. De högsta lufttemperaturerna sker när varma luftmassor rör sig norrut från centralsibiriska platån.
På grund av det kyliga klimatet befinner sig flodnätverket på Severnaja Zemlja i fryst tillstånd under merparten av året; vattendragen är endast framkomliga under en kort period från juli till september. De floder som härrör från glaciärer håller sig relativt djupa under sommaren, även om deras utsträckning fortfarande kan förändras kraftigt beroende på väder. Utanför Severnaja Zemlja bildas i regel små isberg: storleken överstiger sällan 1−2 km i längd och 30 m i höjd ovanför vattenytan.
|                                            | Jan   | Feb   | Mar   | Apr   | Maj   | Jun  | Jul | Aug  | Sep  | Okt   | Nov   | Dec   |
| ------------------------------------------ | ----- | ----- | ----- | ----- | ----- | ---- | --- | ---- | ---- | ----- | ----- | ----- |
| Normaldygnets maximitemperaturs medelvärde | −22,5 | −22,8 | −21,2 | −15,1 | −6,7  | 0,1  | 2,0 | 1,5  | −0,9 | −6,9  | −14,2 | −19,7 |
| Normaldygnets minimitemperaturs medelvärde | −29,2 | −29,6 | −28,1 | −21,5 | −11,3 | −2,5 | 0,4 | −0,7 | −3,5 | −11,1 | −19,9 | −26,0 |
|                                            |       |       |       |       |       |      |     |      |      |       |       |       |
| Nederbörd                                  | 10    | 9     | 10    | 9     | 9     | 19   | 27  | 30   | 24   | 14    | 9     | 11    |

| Diagram | temperaturer i °C • månadsnederbörd i mm • Källa: | temperaturer i °C • månadsnederbörd i mm • Källa: | temperaturer i °C • månadsnederbörd i mm • Källa: | temperaturer i °C • månadsnederbörd i mm • Källa: | temperaturer i °C • månadsnederbörd i mm • Källa: | temperaturer i °C • månadsnederbörd i mm • Källa: | temperaturer i °C • månadsnederbörd i mm • Källa: | temperaturer i °C • månadsnederbörd i mm • Källa: | temperaturer i °C • månadsnederbörd i mm • Källa: | temperaturer i °C • månadsnederbörd i mm • Källa: | temperaturer i °C • månadsnederbörd i mm • Källa: | temperaturer i °C • månadsnederbörd i mm • Källa: |
|         | 10 -23 -29                                        | 9 -23 -30                                         | 10 -21 -28                                        | 9 -15 -22                                         | 9 -7 -11                                          | 19 0 -3                                           | 27 2 0                                            | 30 2 -1                                           | 24 -1 -4                                          | 14 -7 -11                                         | 9 -14 -20                                         | 11 -20 -26                                        |

## Natur

### Flora

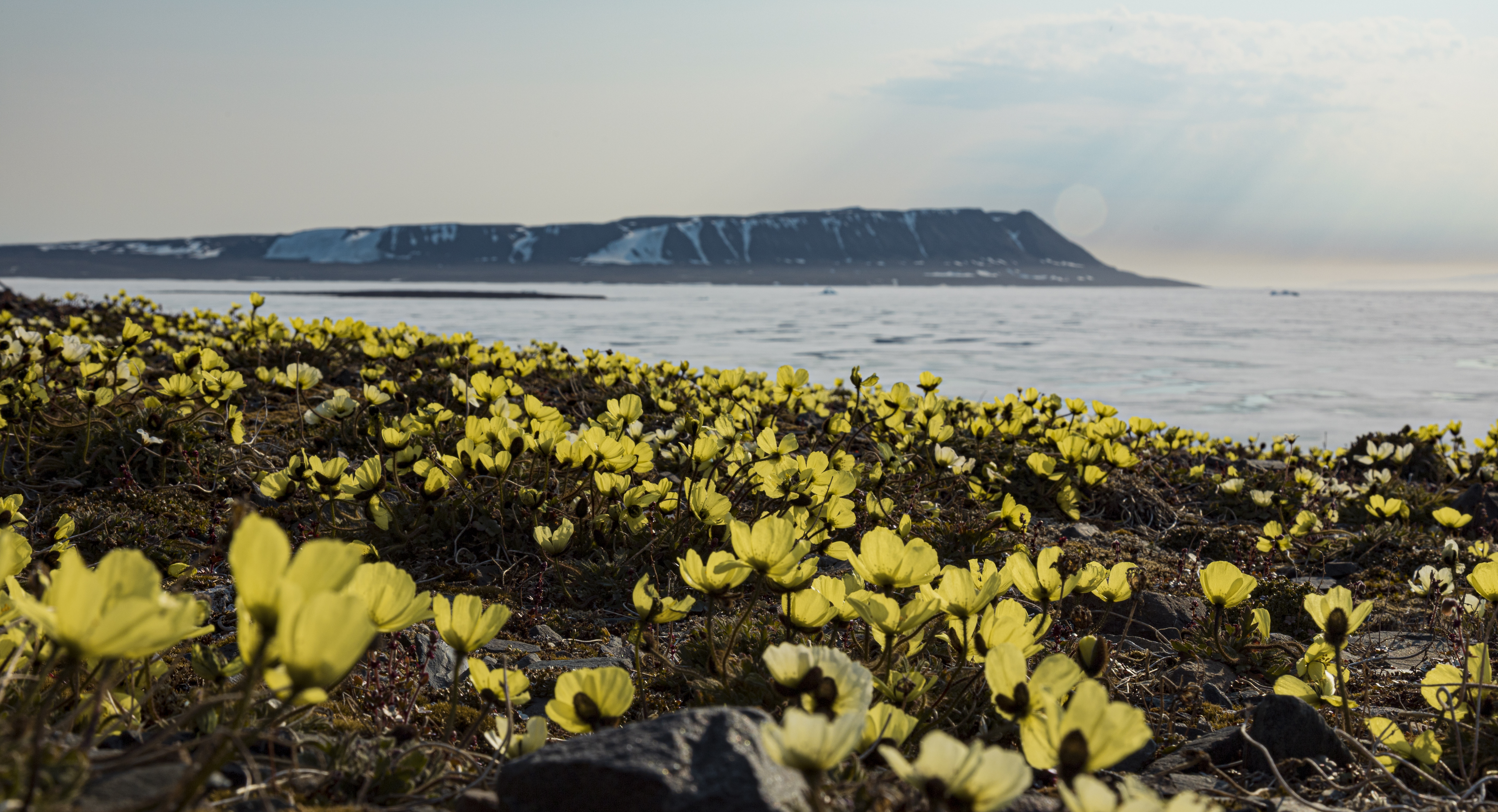
Fjällvallmo vid Sjokalskijsundet.

Severnaja Zemlja är en polaröken med sparsam växtlighet och permafrost med ett djup på mindre än 50 cm. Vegetation förekommer endast på små delar av markytan och trivs särskilt i närheten av fågelkolonier. Totalt 61 arter av kärlväxter observerats. Dessa innefattar främst arter från bräckesläktet och arvsläktet, såsom polararv, fjällvallmo, tuvbräcka och purpurbräcka. Av de 46 sorters mossor som noterats är särskilt sju släkten dominerande: grusmossor, kvastmossor, grävlingmossor, cirkelmossor, bryummossor, glansmossor och tussmossor. Därtill har 54 lavarter observerats.
De flesta av Severnaja Zemljas arter har en cirkumpolär utbredning. Inga träd eller andra högväxta arter förekommer. Polarvide, öarnas enda buskart, har observerats på Oktoberrevolutionens ö och växer endast till en höjd på 5 cm. Den mest glesa vegetationen förekommer på Komsomoletsön, den nordligaste ön i Severnaja Zemlja, där endast 6 av ögruppens 61 arter av kärlväxter hittats.

### Fauna

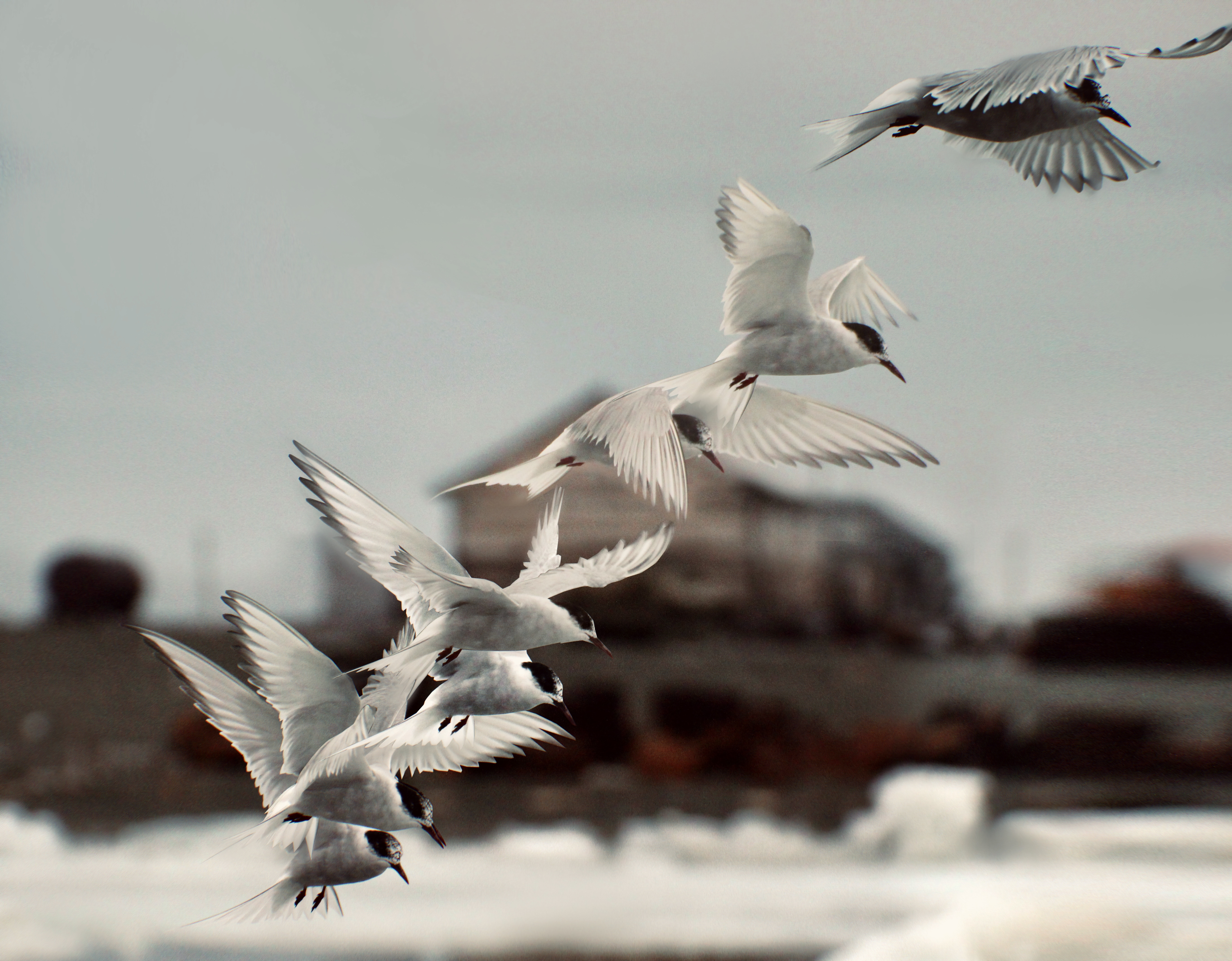
En flock silvertärnor på Bolsjevikön.

32 fågelarter har observerats på Severnaja Zemlja; de talrikaste av dessa är häckande havsfåglar som omfattar 17 av arterna. Kolonifåglarna alkekung, tretåig mås, tobisgrissla, ismås och vittrut samt tundrafåglarna prutgås, skärsnäppa och snösparv förekommer över hela ögruppen. Övriga tundrafåglar – smålom, praktejder, sandlöpare, kustlabb, fjällabb, fjälluggla och lappsparv – häckar endast i små antal och på begränsat område, ofta oregelbundet. Även silvertärna och gråtrut förekommer på Severnaja Zemlja.
Det finns förhållandevis få arter av däggdjur på Severnaja Zemlja. Arktisk halsbandslämmel förekommer på alla större öar, främst i floddalar och vid låglänt växtlighet. Emellanåt kan ren observeras, även om populationen uppskattas vara färre än hundra individer. Fjällräven har sina gryten vid bland annat floden Podemnaja på Oktoberrevolutionens ö. 1976 fanns det ett hundratal, men under 1980-talet blev fjällrävar alltmer ovanliga och 1993 observerades bara någon enstaka. Övriga däggdjur innefattar hermelin, skogshare och även varg, som vanligen hör samman i grupper om tre på Bolsjevikön och Oktoberrevolutionens ö.
Utbredningen av isbjörnar på Severnaja Zemlja beror på isförhållanden och antalet bytesdjur, som ofta utgörs av vikare och storsäl. Merparten av ögruppens isbjörnar migrerar norrut i takt med sommarmånadernas minskande is och återvänder söderut under den tidiga vintern.

### Geologi

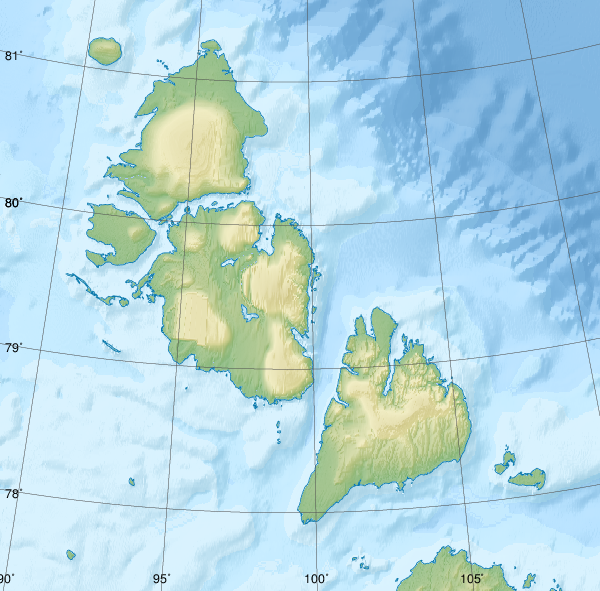
Topografisk karta över Severnaja Zemlja.

Severnaja Zemlja var en del av den förhistoriska kontinenten Baltika åtminstone så tidigt som ediacara (cirka 600 miljoner år sedan). Synliga lager från denna period befinner sig främst på Bolsjevikön. Idag består ögruppens berggrund huvudsakligen av sedimentlager från neoproterozoikum och paleozoikum. 
Ediacariska turbiditer tros ha deponerats på grönskiffer från neoproterozoikum och även kambriskt lerskiffer kan förekomma. Siluriska och devonska lager finns utspridda över hela ögruppen. De siluriska avlagringarna består av fossila karbonatbergarter under ovanliggande lager som skiftar mellan sandsten och siltsten från ordovicium. De devonska lagren utgörs huvudsakligen av röd sandsten, siltsten och argillit. Här förekommer endast karbonatbergarter i några intervaller. Severnaja Zemljas kvartära lager är mycket underutvecklade.
På de tre största öarna förekommer berg i dagen, som består av bergarter från karbon och perm, medan stora delar av Komsomoletsön täcks av kenozoiska sediment. På de västra och mellersta delarna av Oktoberrevolutionens ö finns veckade kambriska och devonska lager belägna på en nordvästligt sluttande antiklinal bergsrygg, vars kärna består av ordoviciska bergarter.